# Vineet Nayar
Vineet Nayar, né en 1962, est un homme d’affaires indien, expert des technologies de l’information et du management d’entreprise. 
Vineet Nayar est aujourd’hui CEO, vice-président du Conseil d’administration et Membre permanent du Comité de Direction de HCL Technologies, société de services informatiques d’origine indienne. 
Il a signé en 2010 le livre Employees First, Customers Second: Turning Conventional Management Upside Down (Harvard Business Press, juin 2010), considéré comme la base d’un nouveau mode de management de l'entreprise par le magazine américain Fortune.

## Formation
Né en 1962, Vineet Nayar est titulaire d’une Maîtrise d’Agriculture & Technologie obtenue en 1983 à l’Université Govind Ballabh Pant (Inde), ainsi que d’un diplôme de troisième cycle de gestion obtenu en 1985 à XLRI (l’une des principales écoles de commerce asiatiques). Il a rejoint la Direction de HCL Technologies dès la fin de ses études. 

## Carrière
Après avoir occupé, pendant sept ans, divers postes dans l’ingénierie, la gestion de produits, les ventes et le marketing chez HCL Technologies, l’une des principales sociétés de services informatiques mondiales dont le siège social est basé en Inde et affichant un chiffre d’affaires de plus de 3 milliards de dollars. Vineet Nayar a créé HCL Comnet en 1994, société spécialisée dans la fourniture de services réseaux et d’infrastructure informatique, devenue depuis la division « services d’infrastructure » de HCL Technologies. 
Puis Vineet Nayar a été nommé président de HCL Technologies en avril 2005 par le président du Conseil d’administration et fondateur de HCL, Shiv Nadar, et chargé de restructurer l’entreprise sur la base de la philosophie qui a contribué à le faire connaitre dans son domaine : « Employee First, Customer Second » (le salarié d’abord, le client en second). Vineet Nayar a été nommé CEO de l’entreprise en octobre 2007, puis, le même mois, vice-président du Conseil d’administration.
Vineet Nayar est membre du G100, qui regroupe les CEO des plus importantes entreprises mondiales. Il est également l’un des membres fondateurs de l’Asia Gender Parity Group et participe aux travaux du Global Gender Parity Group, groupes de réflexion visant à faire respecter la parité homme-femme au sein des entreprises, ainsi que d’autres groupes de travail du Forum économique mondial. M. Nayar a participé aux débats de Davos en 2011, dans une session consacrée aux « Nouvelles normes pour les entreprises ».

## Les employés d'abord, les clients ensuite
Au-delà de son site web personnel, Vineet Nayar expose ses principes de management et son point de vue sur les technologies de l’information dans un blog hébergé par le Harvard Business Review.
En 2010, Vineet Nayar a publié Employees First, Customers Second: Turning Conventional Management Upside Down (Harvard Business Press, juin 2010), dans lequel il détaille le processus de transformation qu’il a impulsé chez HCL et visant à inverser la hiérarchie traditionnelle du management, en plaçant les employés en tête des priorités de l’entreprise. 
L'édition française, Les employés d'abord, les clients ensuite est parue en mai 2011 aux Éditions Diateino .
À travers quatre étapes principales :
- analyse des forces et faiblesses,
- création d’une culture de confiance reposant sur la transparence,
- responsabilisation des employés de la zone de valeur (ceux en contact avec la clientèle) au même titre que le management ou d’autres fonctions stratégiques (telles que les ressources humaines)
- décentralisation des processus de prise de décision

les employés ont été amenés à bénéficier de plus d’autonomie et à participer aux processus de prise de décision, ce qui a contribué à créer un « leadership de masse ».
Grâce à la mise en œuvre de ces principes, HCL Technologies a triplé ses recettes et son bénéfice d’exploitation en moins de 4 ans. Le nombre de clients a été multiplié par 5, le nombre de clients générant un chiffre d’affaires de plus d’un million de dollars a doublé, celui de ceux générant entre 5 et 10 millions de dollars a quadruplé et celui de ceux générant plus de 20 millions de dollars a quintuplé[réf. nécessaire]. Parallèlement, la satisfaction des employés s’est accrue de 70 % et le chiffre d’affaires de HCL a augmenté de 20 %, ce qui a permis à l’entreprise de créer 1 500 nouveaux emplois dans le monde.

## Citations
« [Le Mahatma Gandhi, Nelson Mandela et Martin Luther King] n’ont pas formulé leur stratégie en s’isolant avec leurs principaux collaborateurs dans un lieu secret, puis émergé pour faire une déclaration aux masses. (...) [Ils ont plutôt] brandi un miroir de leurs sociétés et aidé les gens à voir, puis comprendre ce qui n’allait pas ». De manière moins spectaculaire mais tout aussi réelle, les dirigeants d’entreprise peuvent faire pareil. ».
« Travailler dans une entreprise sans transparence c’est comme tenter de résoudre un puzzle sans savoir à quoi va ressembler l’image lorsque celui-ci sera terminé »).

## Prix et distinctions
Vineet Nayar a reçu en 2011 le prix du LIDA (« Leader in the Digital Age Award ») lors du CeBIT, à Hanovre. Ce prix a couronné la « philosophie révolutionnaire ‘Employees First, Customers Second’ qui reconnaît que les employés forment le capital le plus important d’une entreprise ». 
Parallèlement, le magazine Fortune a qualifié la méthode de management de Vineet Nayar de « style de management le plus moderne au monde » ; alors que la London Business School a considéré M. Nayar comme étant un « Leader de l’innovation organisationnelle ». Sous la direction de Vineet Nayar, HCL a été classé parmi les « cinq entreprises émergentes le plus influentes » par BusinessWeek et nommé « meilleur employeur » dans de nombreuses études en Inde et dans le monde. Enfin, en novembre 2010, M. Nayar a été inclus dans la liste « Thinkers 50 ».